# هاونک
هاونک (به آلمانی: Hauneck) یک شهر در آلمان است که در هرسفلد-رتنبورگ واقع شده‌است. هاونک ۳٬۳۲۲ نفر جمعیت دارد.